# Guangzhou International Women's Open 2012
Il  Guangzhou International Women's Open 2012 (chiamato anche WANLIMA Guangzhou International Women's Open per ragioni di sponsor) è stato un torneo di tennis giocato sul cemento all'aperto. È stata la nona edizione del torneo che fa parte della categoria International nell'ambito del WTA Tour 2012. Il torneo si è giocato a Canton, in Cina dal 15 al 22 di settembre.

## Partecipanti

### Teste di serie
| Nazionalità | Giocatrice         | Ranking* | Testa di serie |
| ----------- | ------------------ | -------- | -------------- |
| Francia     | Marion Bartoli     | 10       | 1              |
| Cina        | Zheng Jie          | 23       | 2              |
| Romania     | Sorana Cîrstea     | 32       | 3              |
| Polonia     | Urszula Radwańska  | 40       | 4              |
| Sudafrica   | Chanelle Scheepers | 44       | 5              |
| Romania     | Monica Niculescu   | 47       | 6              |
| Cina        | Peng Shuai         | 48       | 7              |
| Francia     | Alizé Cornet       | 49       | 8              |

* Ranking al 10 di settembre 2012

### Altre partecipanti
Giocatrici che hanno ricevuto una Wild card:
- Duan Yingying
- Qiang Wang
- Zheng Saisai

Giocatrici passate dalle qualificazioni:

- Zarina Dijas
- Hu Yueyue
- Nudnida Luangnam
- Luksika Kumkhum

## Campionesse

### Singolare
Hsieh Su-wei ha sconfitto in finale  Laura Robson per 6–3, 5–7, 6–4.
- È il secondo titolo in carriera e nel 2012 per Hsieh Su-wei.

### Doppio
Tamarine Tanasugarn /  Shuai Zhang hanno sconfitto in finale  Jarmila Gajdošová /  Monica Niculescu per 2–6, 6–2, [10–8].